# Fédération internationale de force athlétique
La Fédération internationale de force athlétique, officiellement en anglais International Powerlifting Federation (IPF) est une association sportive internationale qui fédère une centaine de fédérations nationales de force athlétique du monde entier.
L'IPF est affiliée à l'Association générale des fédérations internationales de sports. Elle est également partie prenante de l'Agence mondiale antidopage.
La force athlétique est un sport présents depuis la première édition des Jeux mondiaux.

## Associations membres
| Afrique African Powerlifting Federation | Amériques | Asie Asian Powerlifting Federation | Europe European Powerlifting Federation | Océanie |
| Membres à part entière | Membres à part entière | Membres à part entière | Membres à part entière | Membres à part entière |
| --- | --- | --- | --- | --- |
| - Algérie (Fédération algérienne de bodybuilding,fitness et de powerlifting) - Cameroun (Cameroon Powerlifting Federation) - Égypte (Egypt Powerlifting Federation) - Ghana (Ghana Powerlifting Federation) - Côte d'Ivoire (Powerlifting Federation of Côte d'Ivoire) - Libye (Libyan Powerlifting Federation) - Maroc (Moroccan Powerlifting/Armwrestling Association) - Namibie (Namibian Powerlifting & Weightlifting Federation) - Afrique du Sud (South African Powerlifting Federation) - Sierra Leone (Sierra Leone Powerlifting Association) - Togo (Togo Gold Powerlifting Association) | Amérique du Nord - Bahamas (Bahamas Powerlifting Federation) - Belize (Belize Powerlifting Association) - Îles Vierges britanniques (British Virgin Islands Powerlifting Federation) - Canada (Canadian Powerlifting Union) - Costa Rica (Asociacion Deportiva de Levantamiento de Potencia) - Guatemala (Federación Nacional de Levantamiento de Potencia de Guatemala) - Nicaragua (Nicaragua Powerlifting Federation) - Panama (Federación Panameña de Potencia) - Porto Rico (Puerto Rico Powerlifting Federation) - Trinité-et-Tobago (Trinidad & Tobago Powerlifting Federation) - Îles Vierges des États-Unis (U.S. Virgin Islands Powerlifting Federation) - États-Unis (USA Powerlifting) Amérique du Sud - Argentine (Federacion Argentina de Levantamientos de Potencia) - Brésil (Confederacao Brasileira de Levantamentos Basicos CBLB) - Équateur (Federación Ecuatoriana de Fisico Culturismo y Levantamiento de Potencia) - Guyana (Guyana Amateur Powerlifting Federation) - Pérou (Federacion Deportiva Nacional de Levantamiento de Potencia)) - Uruguay (FEDERACION URUGUAYA DE POTENCIA) - Venezuela (Federación Venezolana de Potencia) | Asie - Afghanistan (Afghanistan Powerlifting Federation) - Inde (Powerlifting India) - Indonésie (All Indonesia Weightlifting, Body Building and Powerlifting Association) - Iran (I.R. Iran Powerlifting Union) - Irak (Iraqi Powerlifting Federation) - Japon (Japan Powerlifting Association) - Jordanie (Jordan Powerlifting Federation) - Kazakhstan (Kazakhstan Powerlifting Federation) - Koweït (Kuwait PowerLifting & ArmWrestling Federation) - Kirghizistan (Kyrgyzstan Powerlifting Federation) - Malaisie (Malaysia Association for Powerlifting) - Mongolie (Mongolian United Powerlifting Federation) - Oman (Oman Committee for Weightlifting & Body-Building) - Philippines (Powerlifting Association of the Philippines)) - Singapour (Singapore Powerlifting Federation) - Corée du Sud (Korean Powerlifting Federation) - Sri Lanka (Sri Lanka Powerlifting Federation) - Syrie (Syrian Bodybuilding and Powerlifting Federation) - Chinese Taipei (Chinese Taipei Powerlifting Association) - Tadjikistan (Federation of Bodybuilding, Powerlifting and Fitness of Tajikistan) - Turkménistan (Sports Athletics Federation of Turkmenistan) - Émirats arabes unis (UAE Powerlifting Association) - Ouzbékistan (Uzbekistan Powerlifting Federation) | - Arménie (Powerlifting Federation of Armenia) - Autriche (Österreichischer Verband für Kraftdreikampf) - Biélorussie (Belarus Powerlifting Federation) - Bulgarie (Bulgarian Powerlifting Federation) - Croatie (Croatia Powerlifting Federation) - République tchèque (Czech Powerlifting Federation) - Danemark (Danish Powerlifting Federation) - Estonie (Estonian Powerlifting Federation) - Finlande (Finnish Powerlifting Federation) - France (Fédération Française de Force) - Géorgie (Georgian Federation of Athleticism) - Allemagne (Bundesverband Deutscher Kraftdreikämpfer e.V.) - Grande-Bretagne (Great Britain Powerlifting Federation) - Grèce (Hellenic Powerlifting Federation) - Hongrie (Hungarian Powerlifting Federation) - Islande (Icelandic Powerlifting Federation) - Irlande (Irish Powerlifting Federation) - Israël (Israel Powerlifting Federation) - Italie (Federazione Italiana Powerlifting) - Lettonie (Latvian Powerlifting Federation) - Lituanie (Lithuanian Powerlifting Federation) - Luxembourg (Fédération Luxemburgeoise d'Haltérophile, de Lutte et de Powerlifting – FLHLP) - Norvège (Norwegian Powerlifting Federation) - Pologne (Polish Bodybuilding, Fitness and Powerlifting Federation) - Roumanie (Federatia Romana de Powerlifting) - Russie (Russian Powerlifting Federation) - Serbie (Serbia Powerlifting Federation) - Slovaquie (Slovak Bodybuilding, Fitness and Powerlifting Association) - Slovénie (Slovenian Powerlifting Federation) - Espagne (ASOCIACION ESPAÑOLA DE POWERLIFTING) - Suède (Svenska Styrkelyftförbundet) - Suisse (Swiss Powerlifting) - Pays-Bas (Dutch Powerlifting Federation) - Turquie (Turkish Powerlifting Association) - Ukraine (Ukraine Powerlifting Federation) | - Australie (Australian Powerlifting Union) - Fidji (Fiji Powerlifting Federation) - Kiribati (Kiribati Powerlifting Federation) - Nouvelle-Calédonie (Ligue de Force de Nouvelle-Calédonie) - Niue (Niue Island Powerlifting Association) - Papouasie-Nouvelle-Guinée (Papua New Guinea Powerlifting Federation) - Nauru (Nauru Powerlifting Federation) - Samoa (Samoa Powerlifting Federation) - Salomon (Solomon Islands Powerlifting Federation) - Polynésie française (Federation Polynesienne D’Halterophilie, Musculation et Disciplines Associees) - Tuvalu (Tuvalu Powerlifting Federation) |
| Membres provisoire | | | | |
| - Gambie (Gambia Powerlifting Association) - Somalie (Somalian Powerlifting Federation) - Zimbabwe (Zimbabwe Powerlifting Federation) | - Anguilla (Anguilla Powerlifting Federation) | - Liban (Lebanon Powerlifting Federation) - Pakistan (Pakistan Powerlifting Federation) | | |